# Izraeli U21-es labdarúgó-válogatott
Az Izraeli U21-es labdarúgó-válogatott Izrael 21 éven aluli labdarúgó-válogatottja, melyet az izraeli labdarúgó-szövetség irányít.

## U21-es labdarúgó-Európa-bajnokság
- 1978–1990: Izrael az AFC és az OFC tagja volt
- 1992: nem jutott ki
- 1994: nem jutott ki
- 1996: nem jutott ki
- 1998: nem jutott ki
- 2000: nem jutott ki
- 2002: nem jutott ki
- 2004: nem jutott ki
- 2006: nem jutott ki
- 2007: Csoportkör
- 2009: nem jutott ki
- 2011: nem jutott ki
- 2013: Csoportkör
- 2015: nem jutott ki

## Olimpiai szereplés
- 1992: nem jutott ki
- 1996: nem jutott ki
- 2000: nem jutott ki
- 2004: nem jutott ki
- 2008: nem jutott ki
- 2012: nem jutott ki